# Municipio de Strenči
El municipio de Strenču (en Letón: Strenču novads) es uno de los ciento diez municipios de Letonia, que abarca una pequeña porción del territorio de dicho país báltico. Fue creado durante el año 2009 después de una reorganización territorial. La capital es la ciudad de Strenči.

## Ciudades y zonas rurales
- Jērcēnu pagasts (zona rural)
- Plāņu pagasts (zona rural)
- Seda (ciudad y zona rural)
- Strenči (ciudad)

## Población y territorio
Su población se encuentra compuesta por un total de 4.277 personas (2009). La superficie de este municipio abarca una extensión de territorio de unos 376 kilómetros cuadrados. La densidad poblacional es de 11,38 habitantes por cada kilómetro cuadrado.